# Hong Jin-kyung
Hong Jin kyung (23 de diciembre de 1977) es una empresaria, modelo, presentadora, humorista y actriz surcoreana.  

## Carrera
Participó en las series de televisión My Love from the Star (2013) y The Legend of the Blue Sea (2016) y en el espectáculo de variedades Off to School (2014).  
Inicialmente se hizo conocida por su negocio de kimchi, el cual inició a partir de la receta de su madre. 
Desde 2016 es miembro del elenco del programa Sister's Slam Dunk de KBS2.

## Filmografía

### Programas de variedades
| Año  | Red  | Título               | Papel               | Nota(s)                            |
| ---- | ---- | -------------------- | ------------------- | ---------------------------------- |
| 2014 | SBS  | Magic Eye            | invitada            |                                    |
| 2014 | SBS  | Fashion King Korea   | invitada            |                                    |
| 2015 | MBC  | Infinite Challenge   | ella misma          | Ep. 416-417, 420-424, 446, 448-451 |
| 2015 | JTBC | Off to School        | invitada            |                                    |
| 2015 | JTBC | Non-Summit           | invitada            | Ep. 59                             |
| 2015 | MBC  | My Little Television |                     | Ep. 5-6                            |
| 2016 | KBS2 | Sister's Slam Dunk   | miembros del elenco |                                    |
| 2016 | Mnet | I Can See Your Voice | Ep. #12 S2          | miembro del panel de detectives    |
| 2016 | SBS  | Running Man          | invitada            | Ep. 309                            |
| 2017 | KBS2 | Sister's Slam Dunk 2 | miembro del elenco  |                                    |
| 2018 | MBC  | Creaking Heroes      | miembro del elenco  |                                    |

### Series de televisión
| Año       | Título                   | Papel                     | Red | Notas              | Ref.  |
| --------- | ------------------------ | ------------------------- | --- | ------------------ | ----- |
| 2013-2014 | My Love from the Star    | Hong Hye-in (Hong Bok-ja) | SBS |                    |       |
| 2016-2017 | Legend of the Blue Sea   | Chica sin hogar           | SBS |                    |       |
| 2024      | La reina de las lágrimas |                           | tvN | Aparición especial | [ 5 ] |

### Cine
| Año  | Título                       | Papel                              | Nota(s) |
| ---- | ---------------------------- | ---------------------------------- | ------- |
| 1995 | Declaración de Genio         |                                    |         |
| 2017 | Hong Jinkyung Show: Was Will | Escritora y protagonista principal |         |